# Aphaobius kaplai
Aphaobius kaplai – gatunek chrząszcza z rodziny grzybinkowatych i podrodziny zyzkowatych. Endemit Słowenii.

## Taksonomia
Gatunek ten opisany został po raz pierwszy w 2010 roku przez Marca Bognolę i Dantego Vailatiego na łamach czasopisma „Scopolia”. Jako miejsce typowe wskazano Častitljvą luknję w słoweńskiej Kolnicy. Epitet gatunkowy nadano na cześć Andreja Kapli, słoweńskiego entomologa.
W obrębie rodzaju należy do grupy gatunków milleri wraz z: A. alphonsi, A. forojulensis, A. fortesculptus, A. grottoloi, A. kahleni, A. kofleri, A. lebenbaueri, A. ljubnicensis, A. milleri, A. miricae i A. robustus.

## Morfologia
Chrząszcz o ciele długości od 2,7 do 3,1 mm. Ubarwienie ma w całości brązoworude. Głowa jest pozbawiona oczu i zaopatrzona w długie i cienkie czułki, u samca sięgające środka pokryw po rozprostowaniu do tyłu. Wierzchołkowy człon czułków jest jak na przedstawiciela rodzaju dość gruby. Przedplecze jest poprzeczne, od 1,6 do 1,7 raza szersze niż dłuższe, najszersze w nasadowej ⅓, o bokach równomiernie łukowatych w części przedniej i zbieżnych w tylnej, a tylnych kątach ostrych, ale niespiczastych. Stosunek długości do szerokości jajowatych, najszerszych w połowie pokryw wynosi od 1,3 do 1,4. Powierzchnia pokryw jest poprzecznie rowkowana. Skrzydeł tylnej pary brak zupełnie. Płat środkowy edeagusa samczych genitaliów jest tak długi jak paramery i w widoku grzbietowym ma boczne brzegi części odsiebnej prawie równoległe, tylko przed samym szeroko zaokrąglonym szczytem zakrzywione i zbieżne. Dosiebna krawędź szczytowego otworu edeagusa jest wklęśnięta.

## Ekologia i występowanie
Owad palearktyczny, południowoeuropejski, endemiczny dla Słowenii. Zamieszkuje Alpy od góry Ratitovec po płaskowyż Mežakla i okolicę gminy Bohinj. Zasiedla jaskinie i kotły erozyjne.